# Fabrizio Moretti
Fabrizio Moretti (født 2. juni 1980, Rio de Janeiro, Brasilien) er trommeslageren i det amerikanske indie rock band, The Strokes.

## Diskografi
Solo (som remix-album)
- "Inside Out" (2015) (oprindeligt af Spoon)
- "Oblivius" (2016) (oprindeligt af The Strokes)

Med The Strokes
- Is This It (2001)
- Room on Fire (2003)
- First Impressions of Earth (2005)
- Angles (2011)
- Comedown Machine (2013)
- The New Abnormal (2020)

Little Joy discography
- Little Joy (2008)

Andre studiealbums
- Megapuss (2008) (som en del af Megapuss)
- Conduit (2019) (som en del af machinegum)